# Фиппс, Джордж, 2-й маркиз Норманби
Джордж Август Константин Фиппс, 2-й маркиз Норманби (англ. George Augustus Constantine Phipps, 2nd Marquess of Normanby; 23 июля 1819 — 3 апреля 1890) — британский дворянин, либеральный политик и колониальный губернатор Новой Шотландии, Квинсленда, Новой Зеландии и Виктории. Он был известен как виконт Норманби с 1831 по 1838 год и граф Малгрейв с 1838 по 1863 год.

## Исторический фон
Родился 23 июля 1819 года в Лондоне. Единственный сын Константина Фиппса, 1-го маркиза Норманби (1797—1863), от его жены достопочтенной Мэри Лидделл (1798—1882, дочери Томаса Лидделла, 1-го барона Рейвенсворта. Он получил титул учтивости — виконт Норманби, когда его отец стал графом Малгрейвом в 1831 году. Когда его отец был назначен маркизом Норманби в 1838 году, он стал известен как граф Малгрейв . Норманби поступил в гвардию Колдстрима в качестве прапорщика, а в 1838 году стал лейтенантом.

## Политическая и административная карьера
Граф Малгрейв был избран в Палату общин от Скарборо в 1847 году, где заседал до 1851 года и во второй раз с 1852 по 1857 год. Он был назначен контролером королевского двора в составе правительства лорда Джона Рассела в 1851 году. Когда лорд Абердин стал премьер-министром в начале 1852 года, Джордж Фиппс стал казначеем королевского двора. Эту должность он занимал до 1858 года, последние три года в составе правительства лорда Палмерстона. В последний год он был назначен губернатором Новой Шотландии, где оставался до 1863 года. В 1863 году он также сменил своего отца на посту маркиза Норманби и занял свое место в Палате лордов.
Маркиз Норманби вернулся в правительство в 1868 году, когда Уильям Эварт Гладстон назначил его лордом в ожидании. В следующем 1869 году он был произведен в капитаны почетного корпуса вооруженных джентльменов. В 1871 году он стал губернатором штата Квинсленд. Он оставался на этом посту до 1874 года, а затем был губернатором Новой Зеландии с 1874 по 1879 год и губернатором штата Виктория с 1879 по 1884 год.

## Семья
17 августа 1844 года маркиз Норманби женился на Лоре Рассел (22 января 1816 — 26 января 1885), дочери капитана Роберта Рассела. Когда он служил вице-губернатором Новой Шотландии, он и его жена принимали принца Уэльского (впоследствии короля Эдуарда VII) и его брата принца Альфреда, герцога Эдинбургского, в качестве гостей в Ддме правительства. У пары было несколько детей:
- Леди Констанс Мэри Фиппс (? — 31 октября 1883)
- Леди Лора Элизабет Минни Фиппс (3 июня 1845 — 12 октября 1934), в 1868 году вышла замуж за Джона Вивиана Хэмптон-Льюиса (1835—1890)
- Константин Чарльз Генри Фиппс, 3-й маркиз Норманби (29 августа 1846 — 25 августа 1932), в 1903 году женился на Гертруде Стансфельд Форстер (? — 1948), от брака с которой у него было трое детей.
- Лорд Уильям Брук Фиппс (13 августа 1847 — 19 февраля 1880), в 1875 году женился на Констанс Эмме Кайзер (? — 1932), от которой у него была одна дочь.
- Леди Кэтрин Луиза Фиппс (1850 — 23 сентября 1926), в 1868 году вышла замуж за Фрэнсиса Эгертона, 3-го графа Элсмира[англ.] (1847—1914), и имела одиннадцать детей.
- Лорд Генри Джордж Рассел Фиппс (26 января 1851 — 27 ноября 1905), в 1878 году женился на Норме Каролине Джорджине Лейт-Хей (? — 1935), от брака с которой у него было семь детей
- Лорд Херви Лепелл Фиппс (6 мая 1854 — 21 апреля 1887); не женат.

Маркиза Норманби умерла в Лондоне в январе 1885 года в возрасте 69 лет. Лорд Норманби умер в Брайтоне, Сассекс, в апреле 1890 года в возрасте 70 лет, и ему наследовал их старший сын Константин. Одна из их дочерей, леди Кэтрин Луиза Фиппс, вышла замуж за 3-го графа Элсмира.